# Cleopatra di Macedonia
Cleopatra di Macedonia (354 a.C. circa – Sardi, 308 a.C.) fu regina d'Epiro.

## Biografia
Cleopatra nacque attorno al 354 a.C. da Filippo II e dalla sua terza moglie, Olimpiade; nel 336 a.C., con una grande cerimonia a Verghina (o Ege), sposò suo zio da parte della madre Alessandro I, detto il Molosso, re dell'Epiro, diventando di conseguenza la regina dell'Epiro; alle sue nozze fu ucciso suo padre Filippo, il quale venne seppellito proprio nei pressi di Verghina, e il trono di Macedonia venne assegnato ad Alessandro Magno. 
Un anno dopo il loro matrimonio, Alessandro I si recò in Magna Grecia in aiuto della città di Taranto e venne qui assassinato a tradimento nel 326 a.C., rendendo la moglie vedova. A questo punto, Cleopatra divenne l'oggetto del corteggiamento di molti pretendenti che speravano di sposarla per salire al trono d'Epiro e assumere più potere; il primo di questi, Leonnato, al quale era promessa, trovò la morte nel 322 a.C. nella guerra lamiaca e anche il seguente pretendente al quale era stata promessa, Perdicca, morì dopo poco nel 321 a.C.. A questo punto, Cleopatra rifiutò tutte le proposte seguenti. 
Anni dopo, desiderosa di fuggire da Sardi, dove era tenuta contro la sua volontà, quasi segregata, Cleopatra accettò la proposta di Tolomeo di rifugiarsi presso il suo regno, ma nel 308 a.C., prima di riuscire nel suo intento, venne assassinata per ordine di Antigono I.